# Hypechusa tricolor
Hypechusa tricolor là một loài thực vật có hoa trong họ Đậu. Loài này được (Sebast. & Mauri) Alef. mô tả khoa học đầu tiên năm 1860.